# 美山町野添
美山町野添（みやまちょうのぞえ）は、京都府南丹市の地名。野添は旧美山町の大字。

## 地理
南丹市美山地区の中央部に位置している。大部分が山地で、野添谷川が山中を西し、隣接する市内美山町安掛の境界付近で由良川に合流する。

## 歴史

### 沿革
- 1889年（明治22年）4月1日 - 町村制施行に伴い、北桑田郡野添村が深見村・長尾村・又林村・下平屋村・上平屋村・安掛村・内久保村・荒倉村と合併し、平屋村が発足。旧野添村域は平屋村大字野添となる。
- 1950年（昭和30年）4月1日 - 平屋村が 宮島村・大野村・知井村・鶴ヶ岡村と合併し、美山町が発足。大字の野添は美山町に継承される。
- 2006年（平成18年）1月1日 - 美山町が園部町・八木町・日吉町が合併し、南丹市が発足。大字野添は美山町野添となる。

## 世帯数と人口
2019年（令和元年）10月1日現在の世帯数と人口は以下の通りである。
|            | 世帯数 | 人口 |
| ---------- | ------ | ---- |
| 美山町野添 | 29世帯 | 75人 |

### 人口の変遷
国勢調査による人口の推移。
| 2010年（平成22年） | 93人 | [ 6 ] |  |
| 2015年（平成27年） | 73人 | [ 7 ] |  |

### 世帯数の変遷
国勢調査による世帯数の推移。
| 2010年（平成22年） | 32世帯 | [ 6 ] |  |
| 2015年（平成27年） | 28世帯 | [ 7 ] |  |

## 交通
地内では鉄道や、国道・府道などの主要道路は通っていない。

## 施設
- 長久寺
- 深見寺
- 白山権現神社

## 出身著名人
- 磯部清吉 - 元衆議院議員
- 中田慶雄 - 日本国際貿易促進協会元理事長

## その他

### 日本郵便
- 郵便番号 : 601-0733[3]（集配局：美山郵便局[8]）。